# ベスタ (小惑星)
ベスタ またはヴェスタ（4 Vesta）は、太陽系のメインベルトに公転軌道を有する小惑星の1つである。1807年3月29日に、ドイツのブレーメンでヴィルヘルム・オルバースによって発見され、古代ローマの女神ウェスタにちなんで名付けられた。ただし、命名者はカール・フリードリヒ・ガウスである。

## 特徴

ベスタ（青色）の軌道。赤色は惑星で、一番外側の軌道は木星。

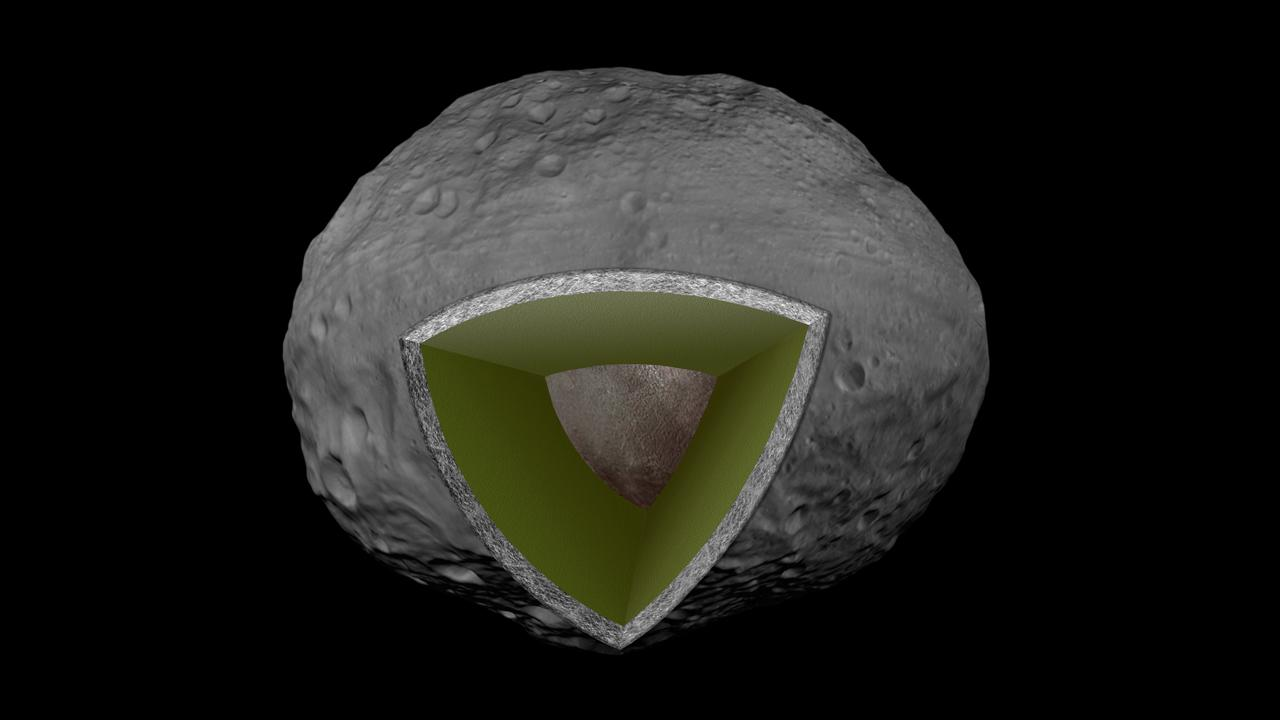
推定されるベスタの内部構造。

1801年小惑星として発見されたケレス以来、4例目の小惑星として、ベスタは1807年に発見された。なお、ベスタの発見以降は、1845年にアストラエアが見付かるまで、小惑星の発見は途絶えた。
ベスタは、やや歪んだ形状をしており、その差し渡しは468 kmから530 kmである。メインベルトに公転軌道を有する小惑星としては、3番目の大きさであり、四大小惑星の1つに数えられる。このように比較的大きな小惑星である上に、ベスタの表面は他の小惑星に比べて、ヒトの可視光線の反射能が格段に高く、太陽光を効率良く反射する。また、地球とは公転周期が異なるなどの理由で、ある周期で地球と接近するため、地球から観測を行い易い時期が現れる。これらの理由により、条件さえ揃えば、小惑星の中では唯一、地球から肉眼で観測が可能である。
無論、肉眼による観測に限らず、ハッブル宇宙望遠鏡とケック望遠鏡により詳細な観測がなされてきた。また探査機ドーンによる観測（後述）により、詳細な表面地形が知られるようになった。探査機による観測結果、ベスタでは準惑星の要件の1つである静水圧平衡が、成立していないと判明した。
他の小惑星と異なるベスタの有する特徴の1つとして、内部が分化しており、惑星のような層状構造を持つ点が挙げられる。ベスタの中心部には、鉄とニッケルを主成分とした核が存在し、その外側にカンラン石を主要な鉱物としたマントルを持つと考えられている。さらに、ベスタの表面は、溶岩流に起因する玄武岩に覆われているため、かつては小規模ながら、火山活動が発生していたと考えられている。これらの特徴は、太陽系の歴史の初期において、ベスタ内部が相当の熱量により融解していた事を示すと考えられる。
ベスタのような層状構造を持つ分化小惑星は、かつては太陽系内に複数存在していたと推定されている。この分化小惑星が衝突などにより破壊された結果が、太陽系に存在する小惑星に見られる組成の違いの原因の1つと考えられている。すなわち、金属質の小惑星は、古代の分化小惑星の核に由来し、岩石質の小惑星はマントルや地殻に由来するという説である。
もっとも、ベスタも太陽系形成期の姿のまま残っているわけではないと考えられている。ハッブル宇宙望遠鏡による観測により、ベスタが形成されてから10億年ほど経った時期に作られたと考えられる、直径460 kmのクレーターのレアシルヴィア（Rheasilvia）が南極に発見された。さらに、探査機ドーンの観測により、レアシルヴィアに隣接して、さらに古いクレーターのヴェネネイア（Veneneia、直径395 km）も発見された。これらのクレーターを形成した比較的大規模な隕石衝突によってベスタから宇宙へ飛散した物質が、他の小さなV型小惑星の起源になっているかもしれないという仮説が提唱されており、(1929) コッラー (Kollaa) や (3850) ペルチャー (Peltier) などの小惑星が、そのような天体の候補として挙げられている。また、1931年にチュニジアに落下したタタフィン隕石や、2003年にモロッコとアルジェリアの国境付近で発見されたNWA 1929隕石も、ベスタが起源だとされている。

## 探査

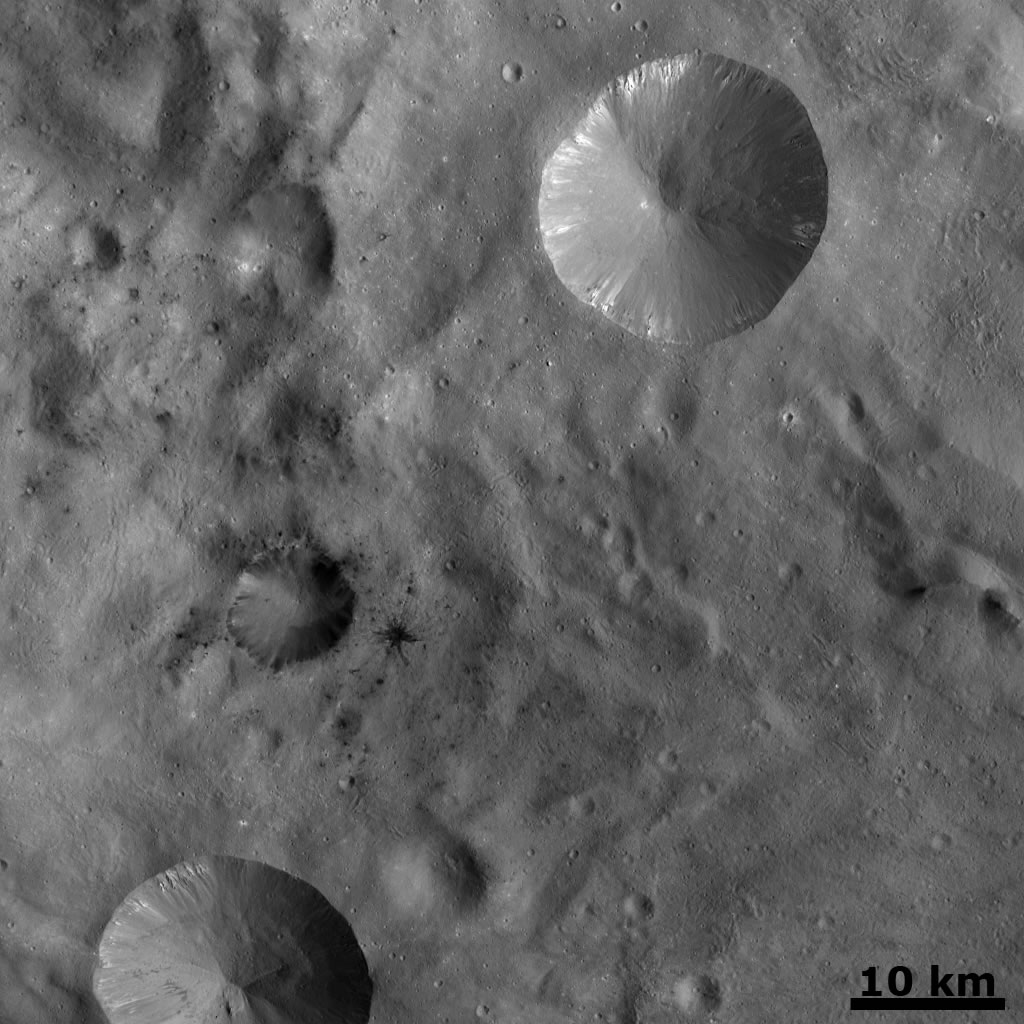
探査機ドーンが撮影したベスタの地表。

2011年7月に、アメリカ合衆国の宇宙探査機ドーンがベスタへ接近して画像を撮影した。2011年7月16日にベスタの周回軌道に投入され、それからドーンは2012年9月まで、約1年間にわたりベスタの観測を行った。この観測により、ベスタには多数のクレーターと共に、赤道周辺の溝状の地形などが発見され、画像の解析が進められていった。
2014年7月に発表された解析結果によれば、ベスタのモホロビチッチ不連続面は80 kmよりも深いと報告された。
2014年11月には、ベスタの詳細な地質マップがNASAから公開された。

## 地形
2013年2月現在、レア・シルウィアにちなむレアシルヴィアを含む53個のクレーターが、ウェスタの処女にちなみ命名された。
レアシルヴィア（Rheasilvia）は、すでに命名済みの小惑星 (87) シルヴィアと区別するために、結合された。レアシルヴィアは高さ22 kmの中央丘を持つ。
ベスタの3つ連なったクレーターにはNASAにより"snowman"（雪だるま）というニックネームが付けられたものの、そのうち最大の物には正式に、マルキア（Marcia）と命名された。
クレーター以外のトロス（ドーム状の山）、平原、カテナ（鎖状に連なったクレーター）などの地形は、古代ローマ時代の都市や祭典から名前を取って命名された。
なお、ハッブル宇宙望遠鏡で観測された暗色の地域には、発見者にちなんで「オルバース地域（Olbers regio）」と仮命名されていた。しかし、ドーンの観測ではそれらしき地形は観測できなかった。

## 地形一覧

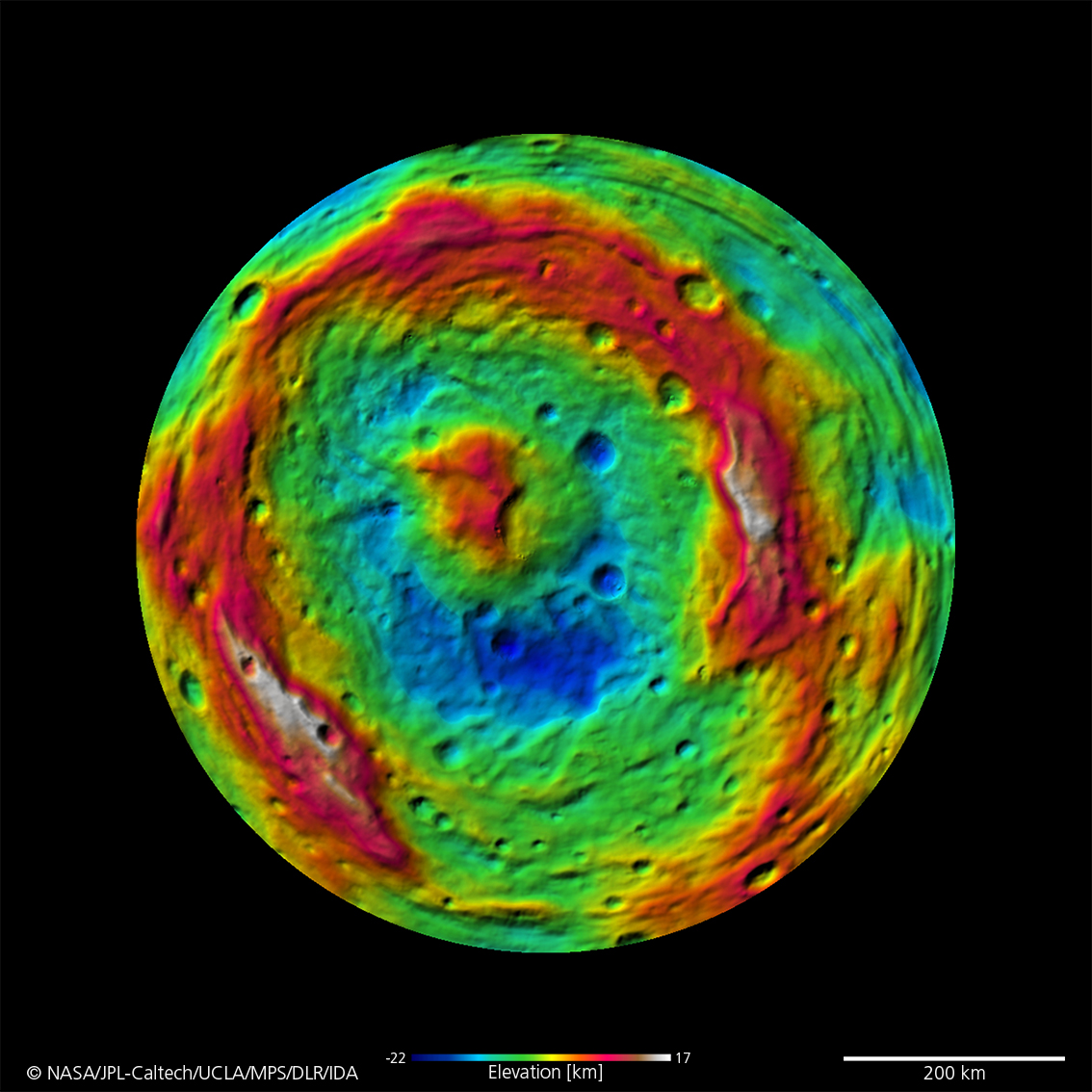
ベスタ南半球の地形図。標高は、赤系統の色の場所が高く、青系統の色の場所が低い。直径が約460 kmのレアシルヴィア・クレーターが、半球の全域を覆っており、このクレーターの中央に、高さ約22 kmの中央丘の存在も確認できる。

### 連鎖クレーター
ベスタの連鎖クレーターの名は、古代ローマの都市や祭日にちなんで命名された。
| 地名                                          | 由来           |
| --------------------------------------------- | -------------- |
| アルバロンガ連鎖クレーター (Albalonga Catena) | アルバ・ロンガ |
| ロビガリア連鎖クレーター (Robigalia Catena)   | ロビガリア     |

### クレーター
ベスタのクレーターの名は、大半がウェスタの処女や古代ローマの貴婦人にちなんで命名された。
| 地名                        | 由来                                 |
| --------------------------- | ------------------------------------ |
| アコニア (Aconia)           | アコニア・ファビア・パウリナ         |
| アエリア (Aelia)            | アエリア・オクラタ                   |
| アルバナ (Albana)           | アルバナ                             |
| アルビア (Albia)            | アルビア・ドミニカ                   |
| アリィピア (Alypia)         | アリィピア                           |
| アンギオレッタ (Angioletta) | アンギオレッタ・コラディニ           |
| アントニア (Antonia)        | 小アントニア                         |
| アクイリア (Aquilia)        | ジュリア・アクイリア・セヴェラ       |
| アッルンティア (Arruntia)   | アッルンティア                       |
| ベルリキア (Bellicia)       | ベルリキア                           |
| ブルッティア (Bruttia)      | ブルッティア・クリスピナ             |
| カエソニア (Caesonia)       | アティア・バルバ・カエソニア         |
| カルプルニア (Calpurnia)    | カルプルニア                         |
| カンヌティア (Cannutia)     | カンヌティア                         |
| カヌレイア (Canuleia)       | カヌレイア                           |
| カパルロニア (Caparronia)   | カパルロニア                         |
| チャリート (Charito)        | チャリート                           |
| クラウディア (Claudia)      | クラウディア                         |
| コエリア (Coelia)           | コエリア・コンコルディア             |
| コルネリア (Cornelia)       | コルネリア                           |
| コスシニア (Cossinia)       | コスシニア                           |
| ドミティア (Domitia)        | ドミティア                           |
| ドムナ (Domna)              | ユリア・ドムナ                       |
| ドルシッラ (Drusilla)       | ユリア・ドルシッラ                   |
| エウマチア (Eumachia)       | エウマチア                           |
| エウセビア (Eusebia)        | エウセビア                           |
| エウトロピア (Eutropia)     | エウトロピア                         |
| ファビア (Fabia)            | ファビア                             |
| ファウスタ (Fausta)         | フラヴィア・マキシマ・ファウスタ     |
| フラヴォラ (Flavola)        | フラヴォラ                           |
| フロロニア (Floronia)       | フロロニア                           |
| フォンテイア (Fonteia)      | フォンテイア                         |
| フルヴィア (Fulvia)         | フルウィア                           |
| フンダニア (Fundania)       | アンニア・フンダニア・ファウスティナ |
| ガレリア (Galeria)          | ガレリア・フンダナ                   |
| ゲガニア (Gegania)          | ゲガニア                             |
| グラエキナ (Graecina)       | ポムポニア・グラエキナ               |
| ヘレナ (Helena)             | 聖ヘレナ                             |
| ヘレンニア (Herennia)       | ヘレンニア・エトルスキルラ           |
| ホルテンシア (Hortensia)    | ホルテンシア                         |
| イウイニア (Iuinia)         | イウイニア                           |
| ジュスティナ (Justina)      | ジュスティナ                         |
| ラエリア (Laelia)           | ラエリア                             |
| ラエタ (Laeta)              | クロディア・ラエタ                   |
| ラウレンティア (Laurentia)  | アッカ・ラレンティア                 |
| レピダ (Lepida)             | レピダ                               |
| リキニア (Licinia)          | リキニア                             |
| ロリア (Lollia)             | ロリア・パウリナ                     |
| ロンギナ (Longina)          | ドミティア・ロンギナ                 |
| ルキルラ (Lucilla)          | アンニア・ルキルラ                   |
| マミリア (Mamilia)          | マミリア                             |
| マルキア (Marcia)           | マルキア                             |
| マリアムネ (Mariamne)       | マリアムネ1世                        |
| メトロドラ (Metrodora)      | クラウディア・メトロドラ             |
| ミネルヴィナ (Minervina)    | ミネルヴィナ                         |
| ミヌキア (Minucia)          | ミヌキア                             |
| ミーイア (Myia)             | ミーイア                             |
| ヌミシア (Numisia)          | ヌミシア                             |
| オクキア (Occia)            | オクキア                             |
| オクタヴィア (Octavia)      | オクタヴィア                         |
| オプピア (Oppia)            | オプピア                             |
| パクルラ (Paculla)          | パクルラ・アンニア                   |
| パウリナ (Paulina)          | アウレリア・パウリナ                 |
| ペルペンニア (Perpennia)    | ペルペンニア                         |
| ピナリア (Pinaria)          | ピナリア                             |
| プラキディア (Placidia)     | ガッラ・プラキディア                 |
| プランキア (Plancia)        | プランキア・マグナ                   |
| プムポニア (Pomponia)       | プムポニア                           |
| プルティア (Portia)         | プルティア                           |
| プストゥミア (Postumia)     | プストゥミア                         |
| プブリキア (Publicia)       | フラヴィア・プブリキア               |
| レアシルヴィア (Rheasilvia) | レア・シルウィア                     |
| ルブリア (Rubria)           | ルブリア                             |
| ルフィリア (Rufillia)       | ルフィリア                           |
| スカンティア (Scantia)      | スカンティア                         |
| センティア (Sentia)         | アマエシア・センティア               |
| セレナ (Floronia)           | セレナ                               |
| セヴェリナ (Severina)       | セヴェリナ                           |
| セクスティリア (Sextilia)   | セクスティリア                       |
| ソッシア (Sossia)           | ソッシア                             |
| タルペイア (Tarpeia)        | タルペイア                           |
| テイア (Teia)               | テイア・エウフロシイネ・ルッフィナ   |
| トルクアタ (Torquata)       | トルクアタ                           |
| トゥクキア (Tuccia)         | トゥクキア                           |
| ウルビニア (Urbinia)        | ウルビニア                           |
| ヴルロニルラ (Varronilla)   | ヴルロニルラ                         |
| ベネネイア (Veneneia)       | ベネネイア                           |
| ヴェトテニア (Vettenia)     | ヴェトテニア                         |
| ヴィビディア (Vibidia)      | ヴィビディア                         |

### 円錐丘
ベスタの円錐丘の名は、古代ローマの都市や祭日にちなんで命名された。
| 地名                               | 由来       |
| ---------------------------------- | ---------- |
| アリキア円錐丘 (Aricia Tholus)     | アリッチャ |
| ブルマリア円錐丘 (Brumalia Tholus) | ブルマリア |
| ルカリア円錐丘 (Lucaria Tholus)    | ルカリア   |

### 尾根
ベスタの尾根の名は、古代ローマの都市や祭日にちなんで命名された。
| 地名                                  | 由来           |
| ------------------------------------- | -------------- |
| ラヴィニウム尾根 (Lavinium Dorsum)    | ラウィニウム   |
| ネプチュナリア尾根 (Neptunalia Dorsa) | ネプチュナリア |
| パリリア尾根 (Parilia Dorsa)          | パリリア       |

### 平原
ベスタの平原の名は、古代ローマの祭日にちなんで命名された。
| 地名                              | 由来       |
| --------------------------------- | ---------- |
| フェラリア平原 (Feralia Planitia) | フェラリア |

### 地溝帯
ベスタの地溝帯の名は、古代ローマの祭日にちなんで命名された。
| 地名                                         | 由来                 |
| -------------------------------------------- | -------------------- |
| ディヴァリア地溝帯 (Divalia Fossae)          | ディヴァリア         |
| ルペルカーリア地溝帯 (Lupercalia Fossa)      | ルペルカーリア祭     |
| サートゥルナーリア地溝帯 (Saturnalia Fossae) | サートゥルナーリア祭 |

### 断崖
ベスタの断崖の名は、古代ローマの祭日にちなんで命名された。
| 地名                                  | 由来           |
| ------------------------------------- | -------------- |
| アゴニウム断崖 (Agonium Rupes)        | アゴニウム     |
| マトロナリア断崖 (Matronalia Rupes)   | マトロナリア   |
| パレンタティオ断崖 (Parentatio Rupes) | パレンタティオ |

### 大陸
ベスタの大陸の名は、古代ローマの祭日にちなんで命名された。
| 地名                              | 由来         |
| --------------------------------- | ------------ |
| ヴェスタリア大陸 (Vestalia Terra) | ヴェスタリア |

## 画像

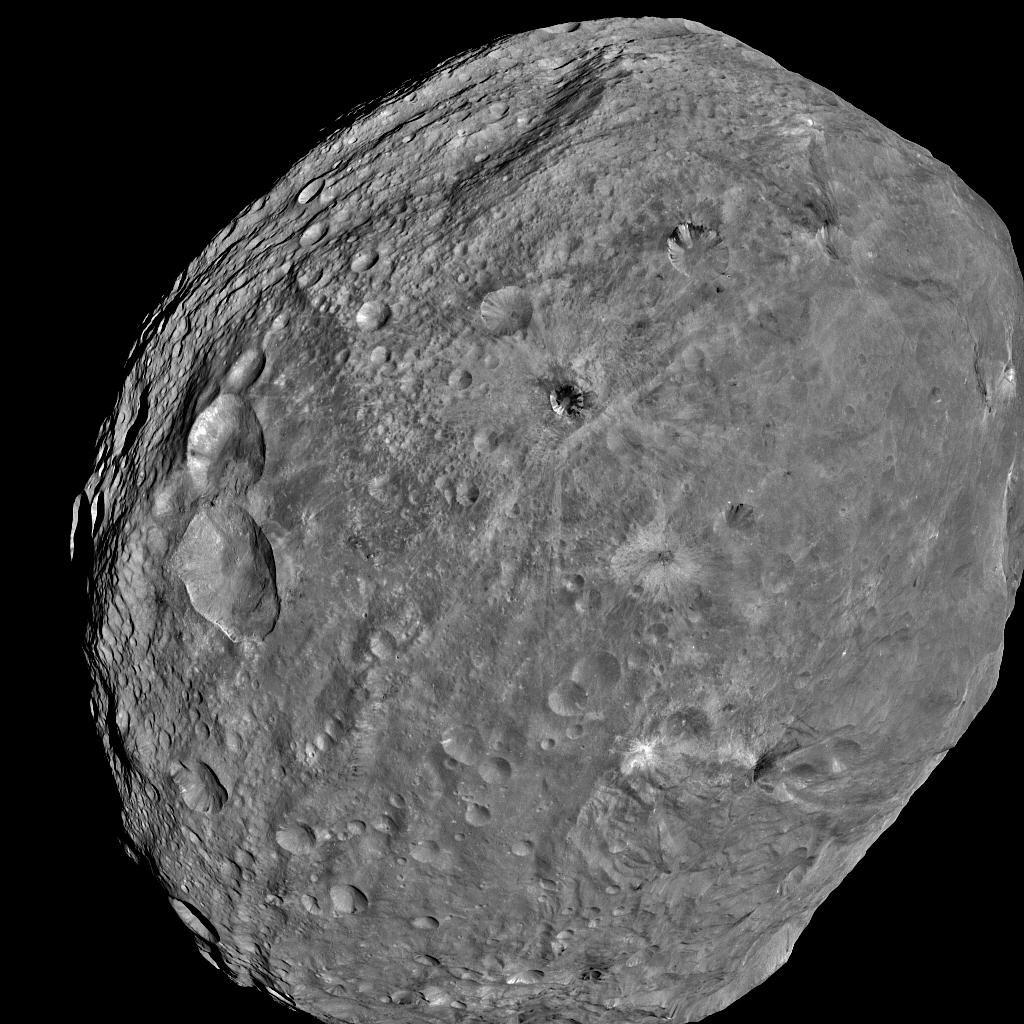
高度5200 kmから撮影したベスタ表面。
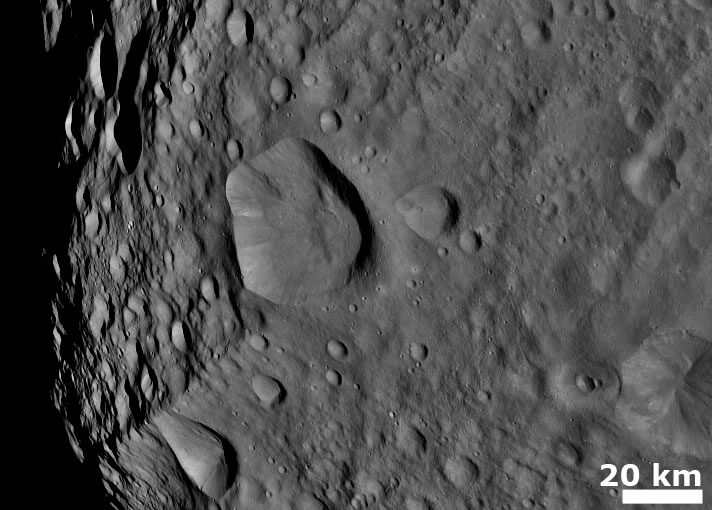
多数のクレーターが残るものの、何らかの理由で形成された尾根や丘が混じっている。
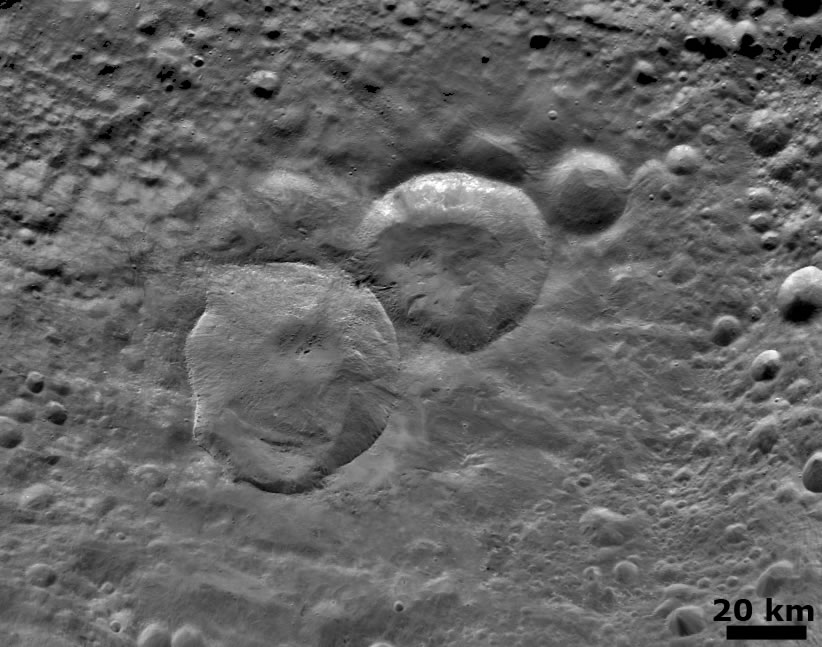
"snowman"と呼ばれる3つ並んだクレーター。
ベスタの自転の様子。5時間余りで、1回転している。